# لعق الجروح

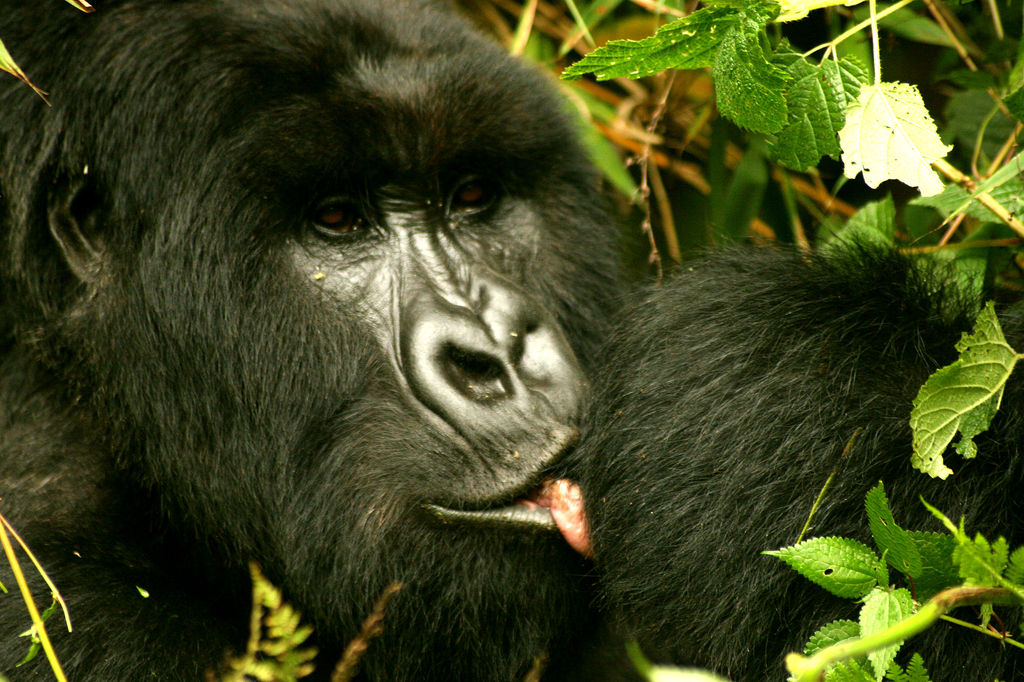
غوريلا تلعق جرح

لعق الجروح هو استجابة غريزية لدى حيوانات كثيرة نتيجة للإصابة، حيث يلعق كل من الكلاب والقطط والقوارض والثدييات الجروح. وهناك اعتقاد سائد بأن لعاب الحيوانات خاصةً الكلاب، له خصائص تساعد على شفاء الجروح البشرية، كما تتعدد الخرافات حول الخواص الشفائية لكل من اللعابين البشري والحيواني.
يساعد لعق الجرح على تنظيفه وتسريع الشفاء، ولذا، فإنه يعتبر من وسائل التطبيب الذاتي لدى الحيوانات، حيث أظهرت الأبحاث العلمية فعالية العديد من مكونات اللعاب ضد العدوى أو في تشجيع عملية تشافي الجروح. على الجانب الآخر، فإن لعق الجروح يزيد من خطر الإصابة بالعدوى نتيجة لإدخال البكتيريا والكائنات المسببة للأمراض في الجرح، كما أن لعق الحيوانات للجرح قد يؤدي إلى تفاقمه.

## آلية العمل

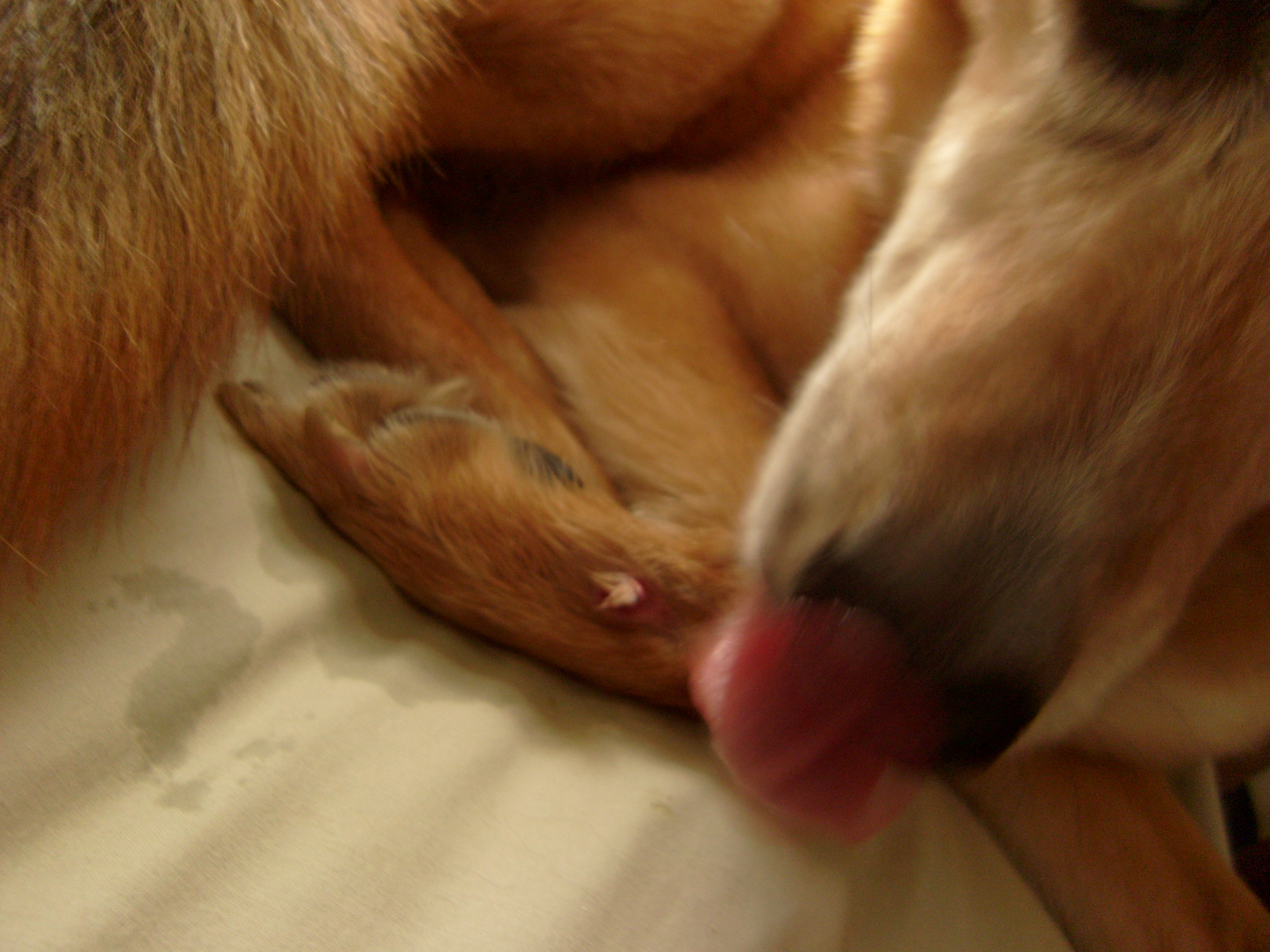
كلب يلعق قدمه المجروحة

وجد أن الغشاء المخاطي الفموي يساعد على سرعة شفاء الجلد، مما يشير إلى أن للعاب خصائص تساعد على التئام الجروح. ويحتوي اللعاب على عدة مركّبات مضادة للبكتيريا، وتساعد على شفاء الجروح. وتعد الإنزيمات والليزوزيمات والبيروكسيدازات، واللاكتوفيرّين والدفينسينات والسيستاتينات والأجسام المضادة وأمينوغلوبيولين، جميعها مضادات للبكتيريا. بينما الثرومبوسبوندينات ومكوِّنات أخرى مضادات للفيروسات. يتواجد مثبط البروتياز ومثبط البروتياز إفرازي كريات الدم البيضاء في اللعاب وكلاهما مضاد للبكتيريا والفيروسات ومحفزّان لشفاء الجروح. تتحول النيترات المتواجدة بشكل طبيعي في اللعاب إلى أكسيد النيتريك عند ملامستها للجلد، الأمر الذي يثبط النموّ البكتيري. يحتوي اللعاب على عوامل نمو مثل عامل نمو البشرة وعامل نمو بطانة الأوعية الدموية واللبتين وعامل نمو شبيه الانسولين 1 وحمض اللايسوفوسفاتيد والهيالورونان وعامل نمو الأعصاب، والتي تساعد جميعها عملية الشفاء، وذلك على الرغم من أنّ مستويات عوامل نمو البشرة والأعصاب عند البشر أقل بكثير مما هي عليه في الفئران. ففي البشر، قد يلعب بروتين الهستاتين الدور الأكبر في هذه العملية. ورغم كونها عوامل نمو، إلا أنها تعتبر مضادات للبكتيريا، ويحتوي اللعاب أيضًا على مسكن أوبيورفين، كما يؤدي اللعق أيضًا إلى إزالة الأنسجة الميتة من الجرح، ويزيل التلوث عمومًا من المنطقة المصابة.

## في الحيوانات

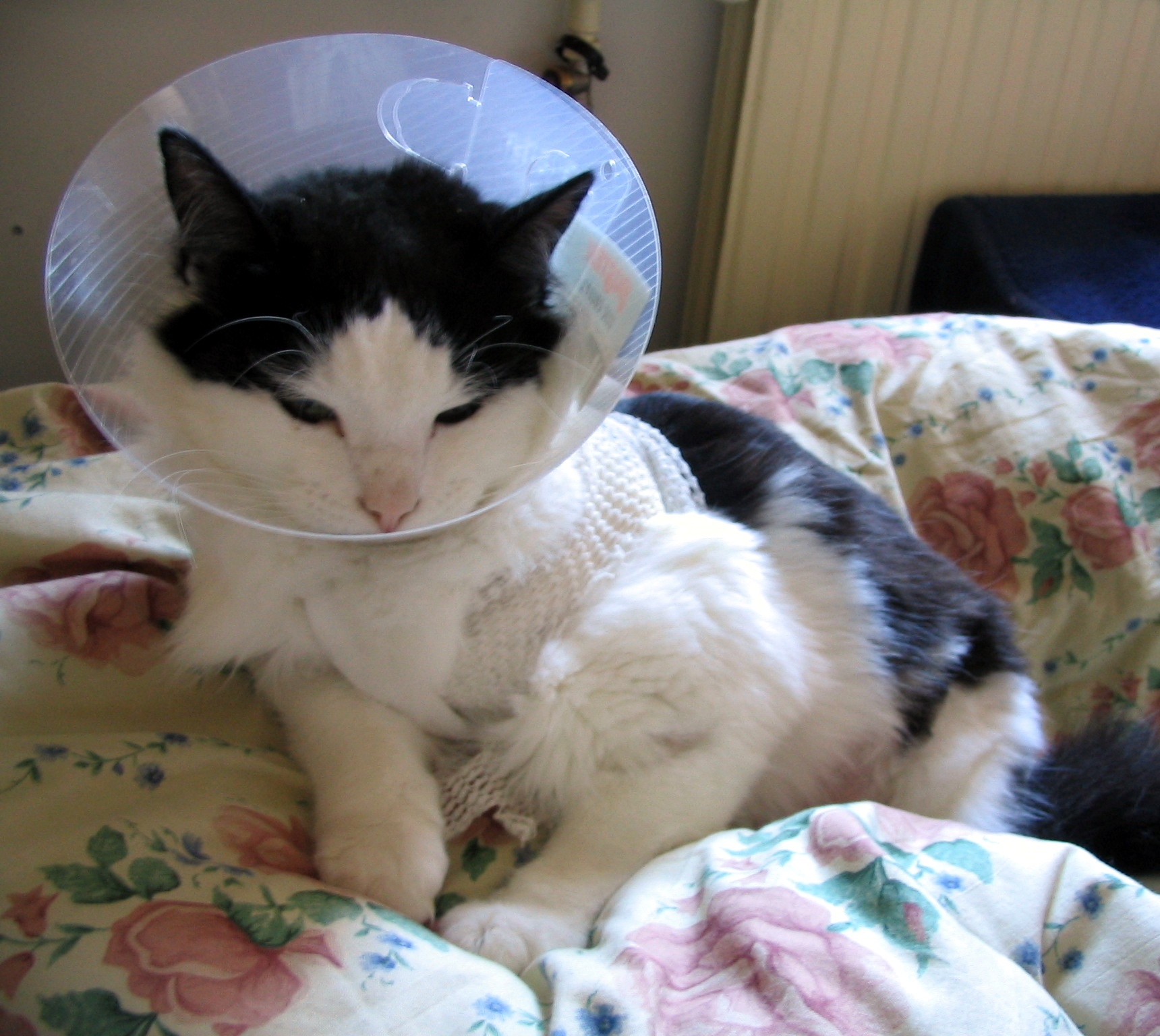
قط يرتدي الياقة اليزابيثية

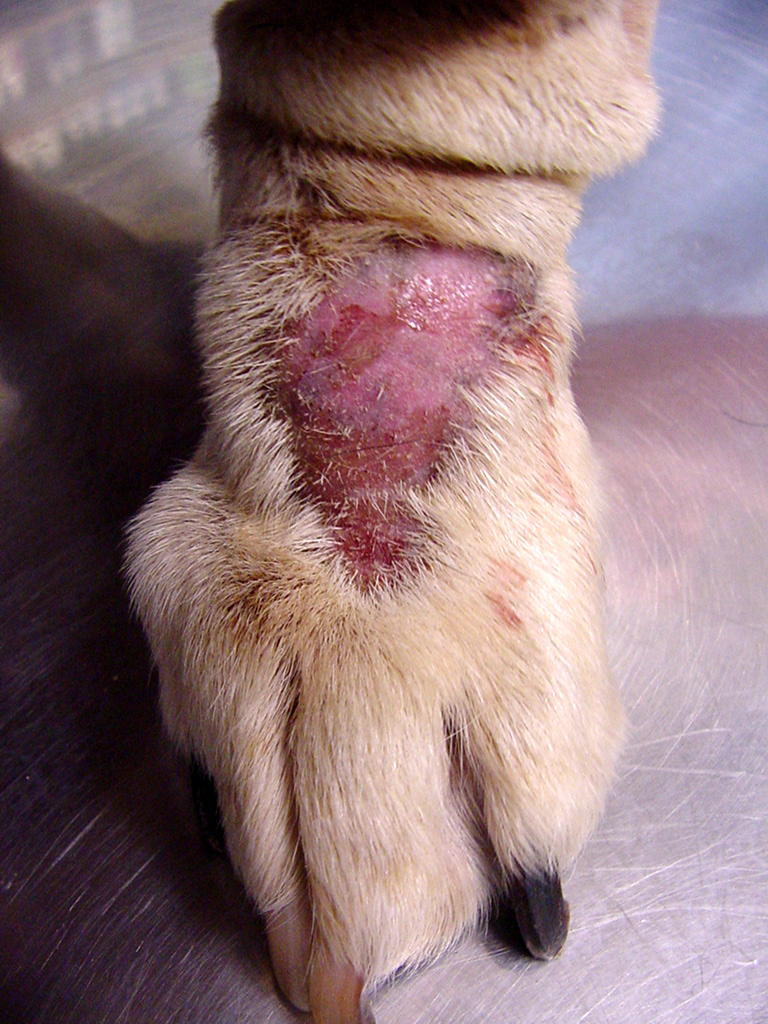
ورم حبيبي من اللعق الزائد

لوحظ منذ زمن بعيد، أنّ لعق الكلاب لجروحها قد يساعد على شفائها. وفي الواقع، فإن لعاب الكلب قاتل بكتري للبكتيريا الإشريكية القولونية والعقدية، ولكنه لا يقتل البكتيريا العنقودية أو الزائفة الزنجارية.
لعق الجرح مهم أيضًا بالنسبة لحيوانات أخرى، فقد لوحظ أنه بإزالة الغدد اللعابية في الفئران والجرذان يبطئ من تعافي جروحها، كما أنّ اللعق الجماعي للجروح لدى القوارض يسرّع تعافي الجرح. يعد اللعق الجماعي شائعًا في عدة أنواع من الرئيسيات، ففي قردة المكاك، يقومون بإزالة الشعر المحيط بالجرح وإزالة أية أوساخ، ثم يلعق الجرح، وبذلك يحدث الشفاء دون عدوى.

### المخاطر
يعتبر لعق الجروح أكثر من اللازم أمرًا ضارًا. تُلبس بعض الحيوانات المنزلية طوقًا أحيانًا لمنعها من العض أو لعق الجروح أكثر من اللازم لتفادي تكوّن الأورام الحبيبية [الإنجليزية]. تنتقل العدوى عادة بهذه الآفات عن طريق العدوى البكتيرية ببكتيريا العنقودية المتوسطة [الإنجليزية].
العدوى أيضًا من المخاطر الممكنه للعق الجروح، فالخيل التي تلعق الجروح قد تصاب بطفيليات معدية كالهابرونيما، وهي نوع من الديدان الخيطية. وقد ينتقل الفيروس المسبب لداء الكلب إلى ظبيان الكودو بواسطة لعق الجروح.

## في البشر
يعتبر لعق الجروح في البشر من العادات غير المألوفة. وفي حالة غير اعتيادية، في ولاية أوريغون الأمريكية، تم توبيخ أحد المدرسين بأحد مدارس الولاية الثانوية رسميًا بسبب لعقه لجروح ركبة عدّاء ولاعب كرة قدم أمريكية وكف طالب مدرسة ثانوية.
وقد عقّب مسؤول مكتب الصحة العامة بالولاية على هذا الحادث، قائلاً «نحن بالفعل نعلم أن لعق الجروح من العادات المتأصلة لدى الحيوانات، وبالفعل قد يكون لهذا اللعاب دور في التئام الجروح، ولكن ما ننصح به، هو ألا تلعق إلا جروحك أنت».

### أساطير
هناك العديد من الخرافات التي تحيط بتعافي الجروح عن طريق لعقها أو مسحها باللعاب. فقد قيل أنّ القديسة مجدلينا دي بازي [الإنجليزية] قد عالجت راهبة من التقرحات والجرب عام 1589، بواسطة لعق أطرافها. وقد قيل أن الإمبراطور الروماني فسبازيان قد شفى رجلاً أعمى بواسطة لعابه. وقد سجل بليني الأكبر في كتابه التاريخ الطبيعي أنّ لعاب المرأة الصائمة هو علاج ناجع للعيون المحتقنة. كما كان هناك اعتقاد فلبيني قديم، بأنّ الطفل الذي حسده أحد الغرباء، قد يتعافى من هذا الكرب من خلال مسح جسده بلعاب ذلك الغريب.

### المخاطر
هناك بعض المخاطر الصحية المحتملة التي قد تنتج عن لعق الجروح، مثل العدوى، خاصة في الأشخاص الذين يعانون من نقص المناعة، فاللعاب البشري يحتوي على كميات كبيرة جدًا من البكتيريا والتي تكون خاملة في الفم فقط، قد تسبب عدوى نوعية في حال دخولها إلى الجرح. ومن الحالات الجديرة بالذكر، عندما قام رجل مصاب بالسكري بلعق جرح ابهامه النازف بعد حادث دراجة بسيط، ما أدى لاحقًا إلى بتر إبهامه بعد إصابته بعدوى البكتيريا الأيكينيلة الأكالة من لعابه. وهناك تقليد عند اليهود الأورثوذوكس يعرف بـ «المتزيتزاه»، وفيه يلعق جرح الختان، مما قد يؤدي إلى انتقال فيروس الحلأ البسيط وإصابة الطفل بالهربس البسيط. كما أن محاولة استخراج السم بمص الجرح الناشئ عن لدغات الأفاعي قد تؤدي أيضًا إلى انتقال العدوى.

## لعق الحيوانات لجروح البشر

### في التاريخ والاساطير
تعتقد العديد من الثقافات، أن لعاب الكلب له خصائص شفائية لجروح البشر. وهناك مقولة فرنسية تقول «لسان كلب، لسان طبيب» (بالفرنسية: Langue de chien, langue de médecin)‏, كما توجد مقولة لاتينية ترجع للقرن الثالث عشر تقول «إن لعق لسان الكلب الجرح، يُشفي» (باللاتينية: Lingua canis dum lingit vulnus curat). كما درّب الإغريق الكلاب في مزار أسقليبيوس على لعق المرضى، كما كان يتم أيضًا مسح الجروح بلعاب الأفعى. وقد قيل بأنّ القديس روش في العصور الوسطى قد شُفي من كمية كبيرة من التقرحات عندما لعقها كلبه. وتقول أسطورة أخرى، أن الملكة الآشورية سميراميس حاولت إعادة الملك الأرميني آرا الجميل للحياة بجعل كلب الإله أراليز بلعق جراحه. وفي المرتفعات الإسكتلندية في القرن التاسع عشر، كان هناك اعتقاد بأنّ لعقة الكلب فعالة في معالجة الجروح والتقرحات. وفي إنجيل لوقا، أن الكلاب كانت تأتي وتلعق قروح لعازر، ولكنه لعاقها لم يكن فعالاً لعلاجها.

### حالات معاصرة
هنالك تقارير معاصرة تناقش الخصائص الشفائية للعاب الكلاب. ففي فيجي، يسمح صيادي الأسماك للكلاب بلعق جراحهم ليساعد على التئامها، كما نشرت صحيفة لانسيت الطبية تقريرًا عن حالة ساعد فيها لعاب الكلب على التئام الجرح، كما شفي رجل يعاني من ضمور ساديكس مصحوب بصدمة عصبية ونخر في لحم ساقه اليمنى، بعد أن قام كلبه بلعق ساقه وقدمه لعدة ساعات يوميًا.

### المخاطر
كما هو الحال في لعق البشر للجراح، فإن لعق الحيوانات الأليفة للجروح، يحمل خطر الإصابة بالعدوى. فالسماح للقطط والكلاب المنزلية بلعق الجراح المفتوحة، قد يتسبب في التهاب النسيج الخلوي والإنتان بسبب العدوى البكتيرية. كما أنّ لعق الكلاب للجراح المفتوحة، قد يتسبب في انتقال داء الكلب، وذلك على الرغم من أنّ مراكز مكافحة الأمراض واتقائها، اعتبرت حدوث ذلك أمرًا نادرًا. واعتبر أن لعاب الكلب يزيد عملية شفاء التقرحات تعقيدًا. ثمة قضية أخرى تطرح نفسها في هذا الصدد، وهي احتمال وجود حساسية لبعض البروتينات الموجودة في لعاب الحيوانات الأليفة مثل «بروتين Fel d 1» الذي يسبب الحساسية من القطط، و«بروتين Can f 1» المسبب للحساسية من الكلاب.
فيما يلي حالات عدوى خطيرة أعقبت لعق حيوانات أليفة للجروح:
- مصاب بالسكري، انتقلت إليه عدوى بكتيريا الباستيريللا، بسبب لعق كلبه لجرح إصبع قدمه، مسببًا عدوى في نخاع العمود الفقري.[61]
- بعد تعافي امرأة من جراحة لاستئصال ورم سرطاني بالرحم، أصيبت بالعدوى نتيجة للعق قطتها لمكان الجرح.[62]
- بعد تعافي امرأة من عملية جراحية بالركبة، تعرضت لعدوى دائمة بالركبة نتيجة للعق كلبها لجرح صغير في إصبع قدمها.[63]
- سيدة أسترالية أدي لعق كلبها لحرق صغير لديها إلى تسمم في الدم ثم وإنتان أصابع قدميها ويديها وكذلك إحدى ساقيها، ومن ثم بترهم جميعًا.[64]
- رجل قام كلبه بلعق جرح مفتوح بيده، مما أدى إلى تسمم الدم ومن ثم إصابته بفشل كلوي حاد.[65]
- توفي رجل في الثامنة والستين من عمره نتيجة إنتان وتآكل لحمه بعد أن قام كلبه بلعق أحد جروحه.[66]
- نقل متبرع بالدم عدوى بكتيرية لمتلق يبلغ من العمر 74 عامًا، بعد أن كانت قطته قد لعقت أصابعه المجروحة.[67]
- أصيب رضيع عمره سبعة أسابيع بالالتهاب السحائي، نتيجة لتعرضه للعاب حيوان أليف.[68]
- تطورت إصابة مريض بثقب في طبلة أذنه إلى التهاب سحائي، بعد أن قام كلبه بلعق أذنه.[69]

## الاستخدام البدني
«أن تلعق جروحك يعني أن تنسحب مؤقتًا أثناء التعافي من هزيمة.»
اقتبست هذه العبارة من قول ماركوس أنطونيوس في مسرحية الشاعر جون درايدن كله من أجل الحب في القرن السابع عشر:

## للقراءة
- Rhianon Davies True or False: Licking a Wound Can Promote Healing 2008 EBSCO Publishing
- New Scientist The Last Word: Wound licking. 3 December 2008
- Robert S. Root-Bernstein, Michele M. Root-Bernstein (1998). Honey, Mud, Maggots, and Other Medical Marvels, Chapter 9. Mariner Books. ISBN 0-395-92492-8, 978-0395924921
- Video clip of woman having a wound licked by a dog. Living With The Wolfman: Licking Wounds Animal Planet, Discovery Communications, LLC.